# Bleachers
Bleachers è il nome di un progetto musicale indie pop del musicista statunitense Jack Antonoff, originario di New York. Il progetto è nato nel 2014. Antonoff, attivo anche come produttore discografico, è stato membro anche dei Fun. e degli Steel Train.
Il primo singolo è stato I Wanna Get Better.

## Formazione live
- Jack Antonoff – voce, chitarra, pianoforte, tastiere, sintetizzatore, campionatore
- Evan Smith – tastiere, sintetizzatore, sintetizzatore modulare, programmazione, sassofono, cori
- Zem Audu – sassofono, tastiere, sintetizzatore, chitarra, basso, cori
- Mikey Hart – chitarra, basso, pianoforte, tastiere, sintetizzatore, cori
- Sean Hutchinson – batteria, percussioni, pad elettronici, basso, pianoforte, sintetizzatore, cori
- Mike Riddleberger – batteria, percussioni, pad elettronici, cori

## Discografia

### Album in studio
- 2014 - Strange Desire
- 2017 - Gone Now
- 2021 - Take the Sadness Out of Saturday Night
- 2024 - Bleachers

### Album live
- 2017 - MTV Unplugged

### Raccolte
- 2015 - Terrible Thrills, Vol. 2
- 2019 - Terrible Thrills, Vol. 3